# Teixeirópolis
Teixeirópolis är en kommun i Brasilien.   Den ligger i delstaten Rondônia, i den centrala delen av landet, 1 600 km väster om huvudstaden Brasília. Antalet invånare är 4 893.
Omgivningarna runt Teixeirópolis är huvudsakligen savann. Runt Teixeirópolis är det glesbefolkat, med 14 invånare per kvadratkilometer.